# Flores (sziget, Indonézia)
Flores Indonézia egyik jelentősebb szigete Jávától keletre, a Kis-Szunda-szigetek szigetívének része. Elnevezése a portugálból vagy a spanyolból ered, jelentése ’virágok [szigete]’.
Területe 13 540 km² (kb. akkora, mint a Dél-Dunántúl), népessége 2010-as becslések szerint mintegy 1,8 millió fő.
Legnagyobb városa Maumere, mintegy 70 ezer lakossal (1992).
Flores Sumbawától és Komodótól keletre, Lembatától és az Alor-szigetívtől pedig nyugatra helyezkedik el. Tőle délkeletre van Timor, délre, a Sumba-szoroson túl Sumba, északra, a Floresi-tenger túloldalán pedig Celebesz.